# Prosopocera lesnei
Prosopocera lesnei är en skalbaggsart som beskrevs av Stefan von Breuning 1936. Prosopocera lesnei ingår i släktet Prosopocera och familjen långhorningar.
Artens utbredningsområde är:
- Benin.
- Nigeria.

Inga underarter finns listade i Catalogue of Life.